# Sacramento Mountain Lions
Sacramento Mountain Lions es un equipo profesional de fútbol americano con sede en Sacramento, California, participa en la United Football League. Juega sus partidos de local en el Hornet Stadium, en la temporada 2009 participó como California Redwoods jugando en San Francisco y San José, el equipo terminó con marca de 2-4.

## Récords temporada por temporada
| Temporada                 | G | P  | E | Pct.  | Lugar         | Postemporada | Premios                  |
| 2009                      | 2 | 4  | 0 | 0.333 | 3°            |              |                          |
| 2010                      | 4 | 4  | 0 | 0.500 | 3°            |              | Cory Ross (MVP Ofensivo) |
| 2011                      | 0 | 3  | 0 | 0.000 | en desarrollo |              |                          |
| Total                     | 6 | 11 | 0 | 0.353 | 3°            | -            | -                        |
| California Redwoods       | 2 | 4  | 0 | 0.333 |               |              |                          |
| Sacramento Mountain Lions | 4 | 7  | 0 | 0.400 |               |              |                          |

## Historial entrenador en jefe
| United Football League 2009-2010 | Dennis Green | 6-11 | 0.499-2010 | Dennis Green | 6-11 | 0.353 |  |

## Marca vs. oponentes
| Equipo                | G | P | E | Pct.  | PF | PC  |
| --------------------- | - | - | - | ----- | -- | --- |
| Florida Tuskers       | 2 | 2 | 0 | 0.500 | 79 | 105 |
| Hartford Colonials    | 0 | 2 | 0 | 0.000 | 36 | 54  |
| Las Vegas Locomotives | 1 | 4 | 0 | 0.200 | 74 | 119 |
| New York Sentinels    | 2 | 0 | 0 | 1.000 | 44 | 20  |
| Omaha Nighthawks      | 1 | 2 | 0 | 0.333 | 88 | 56  |
| Virginia Destroyers   | 0 | 1 | 0 | 0.000 | 6  | 28  |